# 粤港澳大湾区建设领导小组
粤港澳大湾区建设领导小组，是中华人民共和国国务院于2018年设立的国务院议事协调机构，负责领导粤港澳大湾区建设，由國務院發改委和港澳辦、廣東省委、港澳特區政府以及港澳中聯辦等機構的負責人組成。

## 沿革
2017年初，粤港澳大湾区第一次写入李克强总理的《政府工作报告》。2017年底，中央经济工作会议将粤港澳大湾区列入2018年重点工作。2018年全国两会上，粤港澳大湾区建设被提升至国家发展战略层面。同时，全国两会期间，农工民主党中央在向第十三届全国政协一次会议提交的提案《关于构建粤港澳大湾区整体协同发展模式的建议》中，建议由中央统筹设立粤港澳大湾区联合管理机构。2018年5月20日至22日，中共中央政治局常委、国务院副总理韩正赴广东省调研自贸试验区建设和深化粤港澳合作等工作。2018年6月底，韩正在北京分别会见香港行政长官林郑月娥、澳门行政长官崔世安，就《粤港澳大湾区发展规划纲要》听取意见和建议。
2018年，为推动粤港澳大湾区规划，国务院成立高层统筹决策和实施的“粤港澳大湾区建设领导小组”，这也是首次有香港特别行政区行政长官和澳门特别行政区行政长官参与中央高层架构的工作，首任組長由国务院副总理韩正出任。2018年8月15日，粤港澳大湾区建设领导小组第一次全体会议在北京举行，标志着该领导小组正式运行。
2022年中共二十大之后，中共中央决定将该领导小组并入中央区域协调发展领导小组来统管。中央区域协调发展领导小组办公室设在国家发展改革委。

## 组成人员
组长
- 丁薛祥（中央政治局常委、国务院第一副总理）

副组长
- 黄坤明（中共中央政治局委员、广东省委书记）
- 何立峰（国务院副总理）

成员
- 周霁（中共中央港澳工作办公室常務副主任、香港中联办主任）
- 李家超（香港特别行政区行政长官）
- 賀一誠（澳门特别行政区行政长官）
- 鄭新聰（澳門中联办主任）
- 鄭雁雄（原香港中联办主任）

## 办事机构
粤港澳大湾区建设领导小组办公室（简称大湾区办）设在中华人民共和国国家发展和改革委员会，由国家发展和改革委员会地区经济司承担具体职责。

### 机构设置
根据有关规定，国家发展和改革委员会地区经济司在粤港澳大湾区建设方面设置下列机构：
- 粤港澳大湾区建设协调一处
- 粤港澳大湾区建设协调二处